# Sammenheim

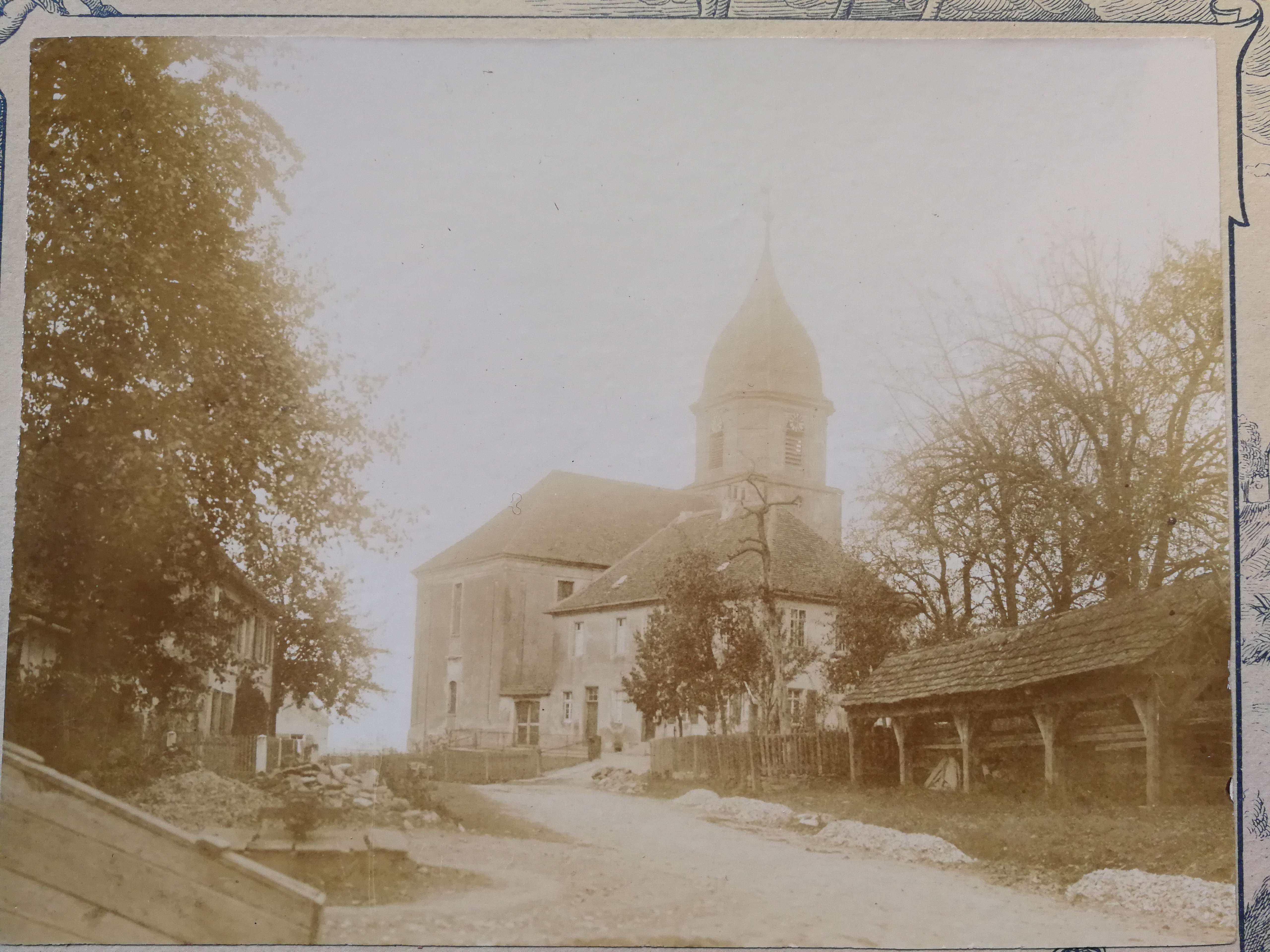
Historische Ansicht mit Kirche, altem Schulhaus und „Leiternhaus“ der Feuerwehr (rechts im Bild) vor bzw. um 1900

Sammenheim ist ein Gemeindeteil der Gemeinde Dittenheim im Landkreis Weißenburg-Gunzenhausen (Mittelfranken, Bayern). Die Gemarkung Sammenheim hat eine Fläche von 7,769 km². Sie ist in 673 Flurstücke aufgeteilt, die eine durchschnittliche Flurstücksfläche von 11544,56 m² haben. In ihr liegt neben dem namensgebenden Ort der Gemeindeteil Buckmühle.

## Lage und Verkehr

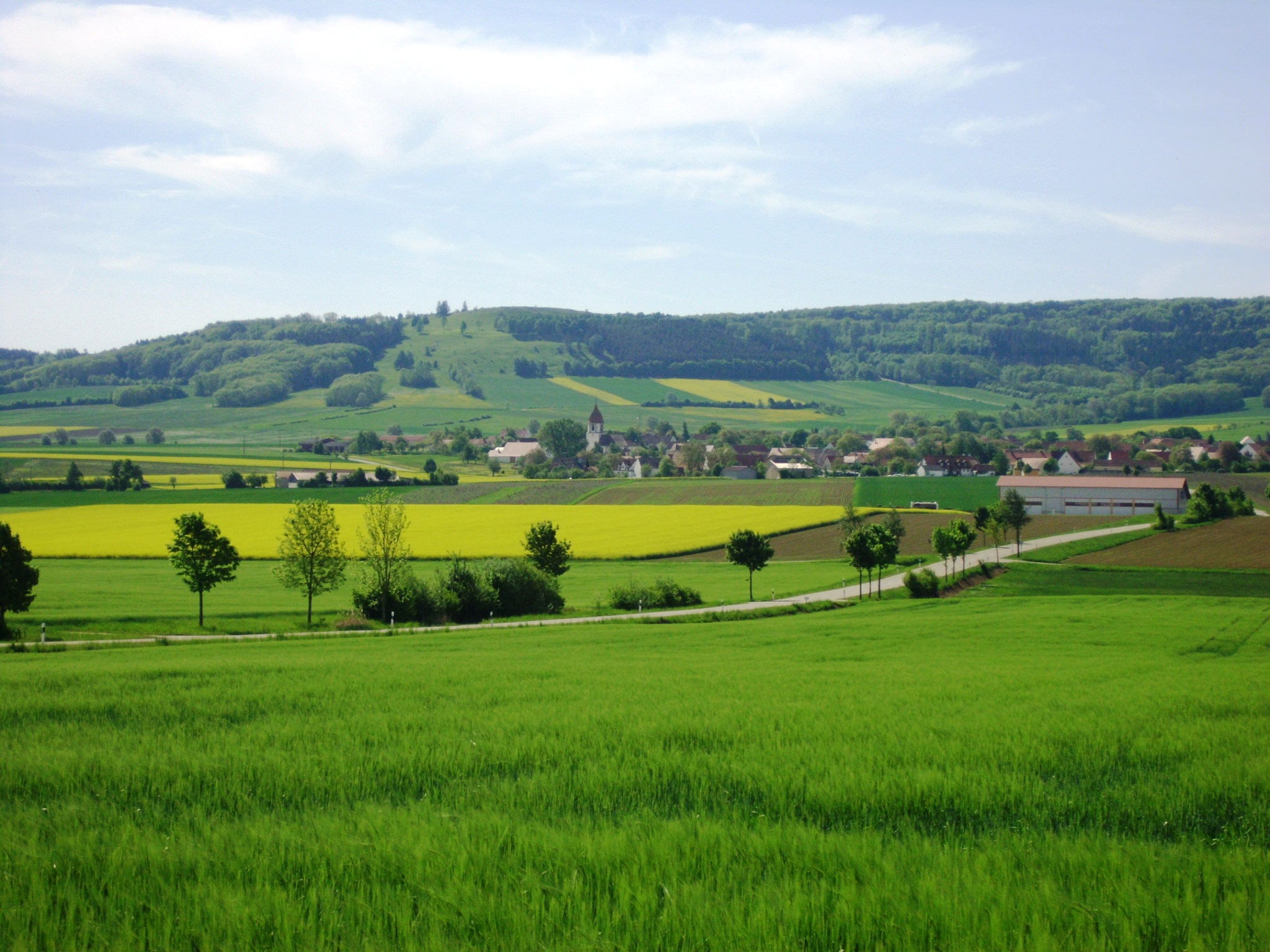
Sammenheim, im Hintergrund der Gelbe Berg

Das Pfarrdorf liegt in der Region Westmittelfranken westlich des Gemeindesitzes in einer Mulde am Fuß des Gelben Berges, einer Erhebung des Hahnenkamms. Durch den Ort führt in West-Ost-Richtung die Kreisstraße WUG 26, in die von Norden kommend die Kreisstraße WUG 28 einmündet.

## Ortsnamendeutung
Nach dem Ortsnamenforscher Robert Schuh bedeutet der Ortsname „Zum Heim eines Sambo“.

## Geschichte

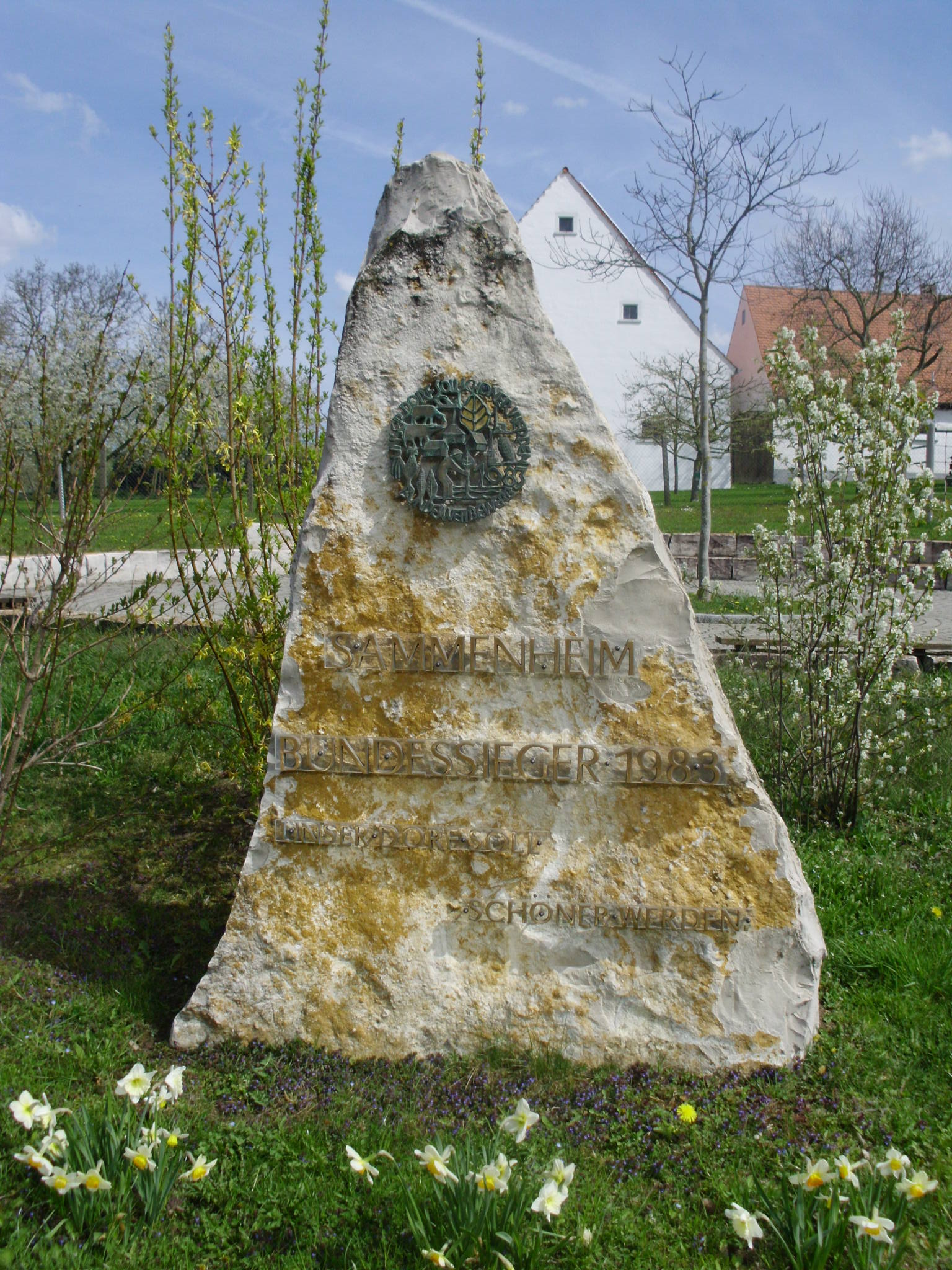
Gedenkstein für den Bundessieg 1983 „Unser Dorf soll schöner werden“

Sammenheim geht wahrscheinlich auf bairische Siedler des frühen 9. Jahrhunderts zurück, die sich, aus dem Gebiet östlich von Weißenburg/Gunzenhausen kommend, im fruchtbaren Hahnenkamm-Liasgürtel niedergelassen hatten. Andere Forscher sehen in Sammenheim eine planmäßig angelegte Siedlung des fränkisch-merowingischen Königtums aus dem frühen 7. Jahrhundert. Der früheste Beleg datiert auf das Jahr 1127, als der Bamberger Kanoniker Volkmar der Bamberger Kirche, wohl dem Georgenchor des Bamberger Domes, sein Gut „Sambenheim“ gab. Als 1154/55 Bischof Konrad von Eichstätt zwischen den Kanonikern (Weltgeistlichen) und den Benediktinermönchen des nahe gelegenen Klosters Heidenheim im Zuge einer Klosterreform Frieden stiften musste, erhielt ein gewisser Eberhard einen Hof zu Sammenheim aus dem Klosterbesitz als Abfindung für Benefizien in Döckingen. Ab dem 12. Jahrhundert erschien ein Ortsadel (1160: Engelbert von Sammenheim; 1222 Cunradus de Samenheim, Kanoniker des Stiftes St. Gumbert in Ansbach); er saß vermutlich auf einer Burg oberhalb der Buckmühle am Nordhang des Hahnenkamms zwischen der Gelben Bürg und dem Spielberg, von der noch Wälle und Gräben zu erkennen sind. 1249 schenkte der Eichstätter Bischof Heinrich die Einkünfte aus dem Patronatsrecht der Kirche von Sammenheim dem Kloster Heidenheim unter der Bedingung, dass das Kloster einen ständigen Vikar mit dem Titel „Pfarrer“ für Sammenheim stellte und für dessen standesgemäße Versorgung aufkam. 1250 hatte auch das Kloster Wülzburg Besitz im Dorf. 1282 ging ein Hof des Dorfes aus dem Besitz des Konrad von Muhr an das Kloster Heidenheim über; dieses erhielt im 14. Jahrhundert weiteren Besitz in Sammenheim. So gehörten 1400 13 Höfe (darunter der Meierhof) bzw. Hofstellen/Huben, 1 Lehen und der Widemhof dem Kloster, dem auch der große Zehnt zustand. Sie hatten Abgaben auch an das Vogtamt Sammenheim zu leisten, das die Grafen von Oettingen aus der Erbmasse mehrerer freiadeliger Geschlechter gebildet hatten. Frühe bäuerliche Königsfreienrechte wirkten sich noch Jahrhunderte in Sammenheim niedergerichtlich aus, nämlich im Ruggericht und in der Dorf-Ehehaft. Eigene Rechts- und Wirtschaftsangelegenheiten der „Gemain“ konnten somit autonom geregelt werden, wobei den Vorsitz das oettingsche Vogtamt Sammenheim hatte.
1400 stritten die Grafen von Oettingen mit den Burggrafen von Nürnberg um das oettingsche Geleitrecht zu Sammenheim. Die Burggrafen (und damit die späteren Markgrafen von Ansbach) hatten bereits Besitz im Dorf; so bezog das burggräfliche Amt Hohentrüdingen in der ersten Hälfte des 15. Jahrhunderts Abgaben von drei Hofstellen und einem Acker von „Sammenheym“. Um 1423 wehrte sich das Kloster Auhausen dagegen, dass die oettingsche Grafschaft die Rechte seiner Güter in Sammenheim an sich bringen wollte. 1458 und noch einmal 1480 wurde die Pfarrkirche dem heiligen Emmeram geweiht. Das Präsentationsrecht stand dem Kloster Heidenheim zu.
Für 1528 wird berichtet, dass der Vikar des Klosters Heidenheim in Sammenheim gemäß markgräflichem Mandat „evangelisch predigt“; die Reformation hatte somit in Sammenheim früh Fuß gefasst.
1532 stellte sich die Besitzlage Sammenheims folgendermaßen dar: 31 Güter waren in Besitz der Oettinger Grafen, 4 Güter gehörten dem Kloster Auhausen, 12 dem Kloster Heidenheim, 4 dem Amt Wassertrüdingen, 4 dem markgräflichen Kastenamt Heidenheim, 4 denen von Lentersheim in Neuenmuhr; die Vogtei übte die Herrschaft Oettingen, die hohe Fraisch das markgräfliche Oberamt Gunzenhausen aus. Im frühen 17. Jahrhundert gingen etliche Güter Sammenheims an den Deutschen Orden der Kommende Ellingen und an die Kommende Eschenbach über. Ebenfalls im 17. Jahrhundert ließen sich in Sammenheim Exulanten aus Oberösterreich nieder und bewirtschafteten die im Dreißigjährigen Krieg zum Teil öd gewordenen Höfe.
Nach dem Aussterben der evangelischen Linie Oettingen-Oettingen kaufte die katholische Linie Oettingen-Spielberg 1731 deren Amt Sammenheim, wo ein Amtshaus und eine Amtsknechtswohnung für die nunmehr 36 oettingschen Güter in Sammenheim bestanden; ein 1774 geplanter Verkauf an die Markgrafen scheiterte an der Höhe der oettingschen Forderungen. Das Patronatsrecht stand zwar nunmehr den katholischen Oettingern zu, aber die Konsistorialgerichtsbarkeit, die Visitation und die Installation blieben bei den Ansbachern. Damit blieb Sammenheim ein evangelisches Pfarrdorf. 1796 wurden die oettigschen Güter in Sammenheim durch die ansbachischen Güter des Dorfes Lehmingen ausgetauscht. Somit ging Sammenheim ganz an die Markgrafschaft Ansbach über, Lehmingen an das Fürstenhaus Oettingen.
Am Ende des Alten Reiches waren die circa achtzig Untertanen Sammenheims zehn verschiedenen markgräflichen und Deutsch-Ordens-Ämtern zugeordnet; zwei Halbhöfe und ein Haus waren Freieigentum; die Gemeinde besaß unter anderem die Schmiede, das Armenhaus, das Hirtenhaus und das Badhaus.
1806 kam infolge des Reichsdeputationshauptschlusses Sammenheim mit dem ehemaligen Fürstentum Ansbach, das 1791/92 an die Krone Preußens gefallen war (die Oettinger Grafen verständigten sich mit Preußen hoheitsrechtlich durch den Vertrag von 1796), an das Königreich Bayern und bildete dort 1808 unter Einschluss der Buckmühle einen eigenen Steuerdistrikt im Landgericht Heidenheim. Die Gemeindeedikte von 1810 und 1818 machten aus dem Steuerdistrikt eine Ruralgemeinde. Erst die Gebietsreform in Bayern von 1972 brachte das Ende der Selbständigkeit der Gemeinde Sammenheim, die sich in die Gemeinde Dittenheim im neuen Landkreis Weißenburg-Gunzenhausen eingliederte.
1832 bestand Sammenheim aus 82 Häusern, einer Pfarrkirche, einem Pfarrhof, einem Schulhaus (eine Schule in Sammenheim ist bereits für 1570 nachweisbar), zwei Brauhäusern, einem Wirtshaus und zwei Mühlen. 1864 zählte man 85 Häuser, 1961 81 Wohngebäude.
Am 1. Mai 1978 wurde die bis dahin selbständige Gemeinde zusammen mit ihrem Gemeindeteil Buckmühle in die Gemeinde Dittenheim eingegliedert.
Im Jahr 1983 wurde Sammenheim Bundessieger im Bundeswettbewerb „Unser Dorf hat Zukunft - Unser Dorf soll schöner werden“.

## Einwohnerzahlen
- 1818: 413 Einwohner[23]
- 1824: 458 Einwohner, 84 Anwesen[23]
- 1861: 458 „Seelen“, 85 Häuser, 113 Familien[26]
- 1950: 498 Einwohner, 85 Anwesen[23]
- 1961: 375 Einwohner,[28] 81 Wohngebäude[27]
- 1970: 363 Einwohner[28]
- 1970: 369 Einwohner[30]
- 1987: 318 Einwohner[31]
- 2011: 330 Einwohner[32]

## Baudenkmäler

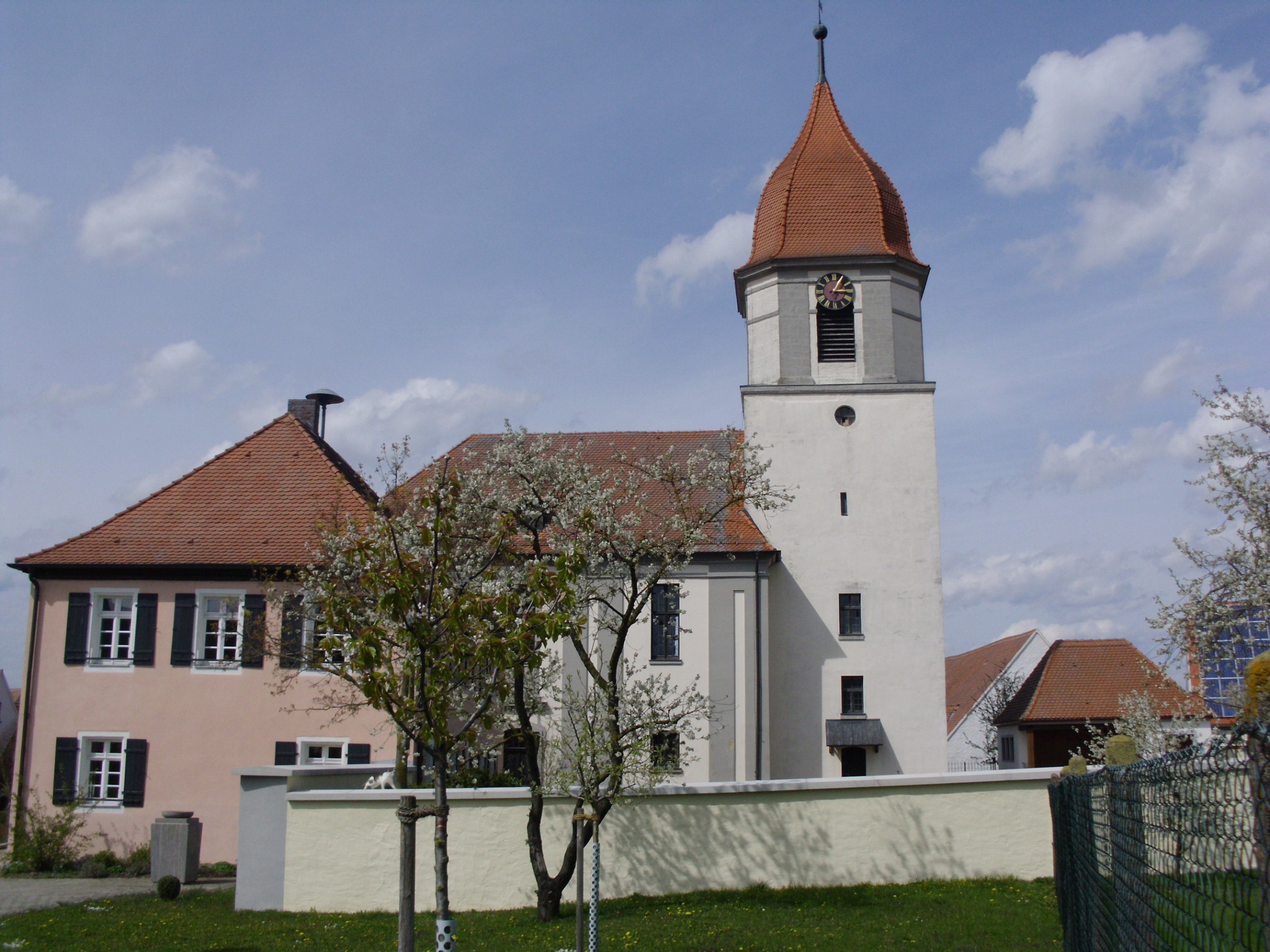
Sammenheim, Kirche und ehemaliges Schulhaus, jetzt Gemeindehaus, Werke von Johann David Steingruber

Zu den Baudenkmälern in Sammenheim gehören:
- die evangelisch-lutherische Pfarrkirche St. Emmeram, eine Markgrafenkirche vom Typ Langhauskirche, unter Verwendung älterer Teile 1756 bis 1762 nach Plänen des Ansbacher Hofbaumeisters Johann David Steingruber errichtet; im Turm der Kirche hängen vier Glocken mit den Schlagtönen a1, c1, d2, f2.
- das Pfarrhaus von 1815, zweigeschossig mit Halbwalmdach,
- das ehemalige Schulhaus von 1788, zweigeschossig mit Walmdach
- diverse Bauernhäuser, (ehemalige) Wohnstallhäuser und Austragshäuser aus dem 18. und 19. Jahrhundert (Haus-Nr. 1, 15, 19, 43, 70, 80, 83, 87, 94 und 96)

## Sonstiges
- Im Jahre 1827 zog das kranke, predigende und prophezeiende Sammenheimer Bauernmädchen Maria Margaretha M. als „Wundermädchen von Sammenheim“ Tausende in seinen Bann.[34]
- Eine Statistik der deutschen Schulen in Mittelfranken von 1859 nennt als Einkünfte für den Lehrer von Sammenheim solche aus seiner Lehrtätigkeit, seiner Tätigkeit als Kirchendiener, als Organist und als Gemeindeschreiber; seine Wohnung hatte er in der Mansarde des 1787/1788 von der Gemeinde errichteten Schulhauses. Neben dem Boden und dem Keller stand ihm ein Stall „für 3 Stück Vieh“, eine Scheune und ein kleiner Hofraum mit Brunnen zur Verfügung. Die Orgel in der nahen Kirche sei gut erhalten gewesen und habe 12 Register gehabt.[35]
- Aus einem Inserat von 1868 geht hervor, dass die Dampf-Dreschgenossenschaft Sammenheim eine Dampf-Dreschmaschine der Blumenthalschen Maschinenfabrik Darmstadt besaß.[36]
- Von der Obstsorte Meißner langstielige Feigenbirne sind nur noch wenige Altbäume im Landkreis Weißenburg-Gunzenhausen und ziemlich sicher auch in ganz Deutschland bekannt. In Sammenheim war die Sorte als „Mannsbirne“, in Markt Berolzheim als „Frankenbirne“ bekannt.[37]
- In Sammenheim gibt es etwa 220 Walnussbäume. Die Genossenschaft Manufaktur Gelbe Bürg eG betreibt ein Nusshaus, in dem die Ernte im Herbst gesammelt wird. Die Nüsse werden maschinell geknackt, manuell nachsortiert und zu Öl, Nussmus und weiteren Spezialitäten verarbeitet.[38]

## Persönlichkeiten
- Jakob Friedrich Georgi, Sohn des oetting’schen Amtsmanns Jakob Simon Georgi(i), Feldprediger unter Markgraf Wilhelm Friedrich von Brandenburg-Ansbach und Autor, * am 4. Januar 1697 in Sammenheim; † 3. Oktober 1762 als Ansbachischer Rat in Ansbach[39]

## Vereine
- Freiwillige Feuerwehr Sammenheim, gegründet 1891
- Schützenverein „Gelber Berg“ Sammenheim, gegründet 1951
- Land-/Hausfrauen Sammenheim, gegründet 1821
- Militär- und Reservistenkameradschaft Sammenheim
- Obst- und Gartenbauverein Sammenheim
- Evangelische Landjugend Sammenheim, gegründet 1966
- Posaunenchor Sammenheim
- Kulturverein Sammenheim
- ARGE Nuss Sammenheim
- WG – Sammenheim